# Paolo Burali d'Arezzo
Pour les articles homonymes, voir Burali et Arezzo (homonymie).
Paolo Burali d'Arezzo (né Scipione Burali d'Arezzo à Itri dans le Latium, Italie en 1511 et mort à Torre del Greco le 17 juin 1578), est un cardinal italien du XVIe siècle. Il est considéré comme bienheureux par l'Église catholique.

## Repères biographiques
Burali d'Arezzo naît dans une famille de la petite noblesse, dont le père était à la cour du vice-roi de Naples et la mère issue de la noblesse catalane. Il étudie à l'université de Salerne et à l'université de Bologne où il compte parmi les meilleurs élèves du Père Buoncompagni (plus tard pape sous le nom de Grégoire XIII). Il est avocat et juge à Naples pendant dix-huit ans, se faisant apprécier pour sa droiture. Il est apprécié par le peuple napolitain pour la défense de leurs droits face aux maîtres espagnols, ce qui lui vaut le surnom de « principe del foro napolitano » (prince des droits de Naples) et à son opposition à toute implantation au royaume de Naples de mesures qui auraient été inspirées de l'Inquisition espagnole. Il est nommé au conseil royal en 1548, une des charges publiques les plus hautes du royaume de Naples. Cette nomination est due à ses compétences, mais aussi à sa loyauté envers l'Espagne, garantie de l'ordre. C'est avant tout un homme d'ordre et de droit, qui ne doivent en aucun cas être soumis à l'arbitraire. En 1555, il est envoyé en ambassade auprès du pape Paul IV qui est impressionné par ses capacités juridiques et lui propose d'être auditeur de la Rote, ce qu'il refuse. Ferdinand Alvare de Tolède, vice-roi de Naples, le nomme à son retour auditeur-général de l'armée. Le 2 février 1557, il est admis chez les théatins à l'âge de quarante-six ans, prenant le nom de religion de Paul (Paolo en italien). Il est ordonné prêtre le 26 mars 1558. Il travaille dans des commissions chargées de réviser la formation et la discipline du clergé, ou bien à effectuer des missions diplomatiques pour le Saint-Siège. Il assiste au concile de Trente où il joue un rôle important. En 1560, il prend la direction de San Paolo Maggiore, maison de formation des théatins à Naples. 
De juillet 1564 à mai 1565, il est envoyé auprès du roi d'Espagne (également roi du royaume de Naples) pour traiter de la question des biens des hérétiques convaincus; mais comme le roi Philippe II ne répond toujours pas au bout de six mois, Burali d'Arezzo rentre à Naples, toujours comme préposé de la maison de San Paolo Maggiore où il rencontre André Avellin dont il distingue les capacités intellectuelles et qui lui succède comme préposé. En avril 1567, il est à Rome pour le chapitre général de son ordre. Ses supérieurs lui demandent de rester à Rome, où il devient préposé à San Silvestro. 
Il est nommé évêque de Plaisance le 23 juillet 1568, succédant à un autre théatin, et contrairement à d'autres propositions de sièges épiscopaux qui lui avaient été faites auparavant et qu'il avait refusées, il accepte cette fois-ci, à cause de l'insistance du pape lui-même. Il est consacré le 1er août 1568 par le cardinal Rebiba. Sa première mesure est d'y ouvrir un séminaire dont il donne plus tard la direction à saint André Avellin.
Le pape saint Pie V le crée cardinal au consistoire du 17 mai 1570. Quand saint Pie V meurt en 1572, le cardinal Burali est présent à son lit de mort. Il est considéré comme papabile au conclave qui suit (du 1er au 14 mai 1572) et auquel il participe. C'est le cardinal Bonelli (Alessandrino), dominicain et petit-neveu de saint Pie V, qui est à la tête de ce mouvement. Bien que sa cause soit soutenue par le cardinal Borromée, secrétaire d'État de Sa Sainteté et futur saint, le cardinal Burali d'Arezzo affronte l'opposition du grand-duc de Florence, Côme III de Médicis (qui disposait d'appuis chez les cardinaux du conclave) et du cardinal Orsini. Borromée et Burelli sont connus pour leur enthousiasme envers le concile de Trente dont ils veulent une application rapide des décrets. Mais ils suscitent une certaine réserve également, par crainte de leur manque de diplomatie face aux différentes cours européennes. D'autres candidats sont bien placés, comme le cardinal Morone (fin diplomate, mais soupçonné de complaisance envers les luthériens), le cardinal Alexandre Farnèse (vice-chancelier et protecteur de la Pologne, très lié aux jésuites et extrêmement puissant, mais à la vie dissolue), ou le cardinal Hippolyte d'Este (également d'une famille très puissante, mais au milieu d'intrigues politiques). Le conclave finit par élire un candidat de compromis en la personne du cardinal Ugo Buoncompagni, âgé de soixante-dix ans et ancien professeur de jurisprudence du cardinal Burali d'Avezzo. Il prend le nom de Grégoire XIII. Le cardinal Burali d'Avezzo demeure à Rome jusqu'en octobre, puis retourne à Plaisance. Il s'empresse d'y appliquer les décrets de Trente, en ouvrant en premier lieu un séminaire. Il fonde aussi un orphelinat et une maison de femmes repenties, préside deux synodes diocésains, et fait venir les théatins et les somasques. Il est promu archevêque de Naples le 19 septembre 1576, le pape ayant passé outre aux objections de l'ambassadeur d'Espagne auprès du Saint-Siège. Il continue à défendre les droits des Napolitains face à la vice-royauté espagnole. Il meurt le 17 juin 1578 à l'âge de soixante-sept ans. 
Il est déclaré bienheureux par Clément XIV en 1772. Sa dépouille est conservée à la chapelle dite du bienheureux Paul Burali d'Arezzo dans le transept de la basilique San Paolo Maggiore de Naples.